# Honoré Louis Auguste Massol de Monteil
Pour les articles homonymes, voir Massol.
Honoré Louis Auguste Massol de Monteil, né le 13 février 1747 à Villeneuve (Provence) et mort le 27 juillet 1834 à Grignan (Drôme), est un général français de la Révolution et de l’Empire.

## États de service
Il entre en service le 29 mars 1767 comme volontaire au Régiment des carabiniers de Monsieur et le 7 janvier 1771 il passe au régiment de Forez. Il est nommé caporal le 20 juin 1773, sergent le 1er août 1774 et le 25 août 1775, il reçoit son congé absolu dans le régiment d'Angoumois qui avait doublé avec le régiment de Forez.
En 1790 il devient commandant de la garde nationale de Teil dans l’Ardèche et le 1er juillet 1792, il est élu lieutenant-colonel du 1er bataillon de volontaires de l’Ardèche lors de sa formation. Il sert à l’armée du Midi sous les ordres du général Montesquiou-Fézensac et en septembre 1792 il occupe la Savoie. Lors du siège de Lyon il commande l’avant-garde de la colonne de gauche, s’empare du poste de la Maison-Brulée près du village d’Oullins, de la redoute des Vignes et du poste de la Maison-Henri. Le 29 septembre 1793, il est grièvement blessé à la tête et à la poitrine en s’emparant de la redoute qui défendait le pont de Perrache. La bravoure et l’audace qu’il a déployées lui méritèrent le grade d’adjudant-général chef de brigade, qui lui est conféré par les représentants du peuple le 21 octobre 1793. Il est promu général de brigade provisoire par le conseil exécutif le 23 décembre 1793 et il prend le commandement de Sète.
Le 22 février 1794 il est élevé au grade de général de division provisoire par le général en chef Dugommier et il est chargé par le Comité de salut public de la défense et de la sûreté du littoral de la Méditerranée, depuis les Bouches-du-Rhône jusqu’aux environs de Narbonne.
Il est arrêté et emprisonné à Valence le 31 janvier 1795. Libéré de prison le 1er août suivant, il est remis en activité le 10 janvier 1796, à l’armée des Alpes et il est confirmé dans son grade le 9 février 1796. Le 20 février il prend le commandement du département des Basses-Alpes et le 23 octobre 1797 il passe au commandement en chef de la 7e division militaire à Grenoble.
Le 5 février 1799 il commande la 6e division militaire à Besançon et le 14 mars 1799, il est convoqué à Paris et demande à servir en Italie. Le 13 avril il est affecté à l’armée d’Italie pour prendre le commandement de la division de la Ligurie le 12 juin 1799, ainsi que la ville et les forts de Gènes, alors en état de siège. Les mesures énergiques qu’il emploie permettent de conserver cette place aux Français. En effet le gouvernement ligurien, lié d’intérêt avec l’amiral anglais Keith qui commande l’escadre qui bloque le port, avait résolu de renouveler contre les Français les scènes sanglantes qui avaient signalé l’égorgement général des Autrichiens dans cette ville en 1747. Ayant intercepté des lettres ne laissant aucun doute sur les intentions que l’on préparait au Français, il déjoue ce projet en profitant de la nuit pour s’emparer de tous les forts et redoutes qui dominent la place et les vallées d’Albaro et de Bisagno. Il emploie aussi la ruse pour se rendre maître de la fameuse batterie de canon dite des « Douze Apôtres » qui défend les approches du port, et il se saisit de tous les arsenaux et magasins de la place. Il expulse les bataillons liguriens qui tenaient garnison dans les forts, dont les chefs étaient vendus aux Anglais, et ce coup de main habilement exécuté jette la stupeur sur le gouvernement ligurien et force l’amiral anglais à prendre le large pour mettre son escadre à l’abri des canons de la place. Le gouvernement ligurien, désappointé, envoie une délégation à Paris pour dénoncer des prétendus abus de pouvoir et violations dont il se serait rendu coupable. Bonaparte pour des raisons politiques, le rappelle à Valence le 4 janvier 1800 et le met en congé de réforme le 27 février suivant. Il est admis à la retraite le 6 juin 1803.
Il meurt en 1834 à Grignan.